# Bitwa pod Maldon (poemat)
Bitwa pod Maldon (The Battle of Maldon) – poemat w języku staroangielskim o urwanym zakończeniu. Opisuje walkę Byrthnotha, jarla saksońskiego króla Aelfryka, z wikingami (głównie Norwegami) pod Maldon, u ujścia rzeki Blackwater, w 991 roku. Bohater ginie od zatrutej włóczni, a Sasów podrywa do dalszej walki Aelfwine, syn Aelfryka.

## Zobacz również
- Bitwa pod Maldon (wydarzenie historyczne)